# Орнер, Иветт
Иветт Орнер (фр. Yvette Horner; 22 сентября 1922, Тарб — 11 июня 2018, Курбевуа) — французская аккордеонистка.

## Биография
Училась как пианистка в консерваториях Тарба и Тулузы, затем занималась в Париже под руководством Робера Бреара. В 1948 г. заняла первое место на возобновлённом после Второй мировой войны Кубке мира среди аккордеонистов. В 1952—1964 гг. была официальным музыкантом велогонки «Тур де Франс», играя на подиуме для победителей после каждого этапа.
Продолжая выступать до самого последнего времени, Орнер, например, появилась в 1998 г. в знаменитой постановке Мориса Бежара «Щелкунчик» в роли крёстной феи: её костюмы были спроектированы Жаном-Полем Готье, а аккордеон вплетался в оркестровую ткань музыки Чайковского.
В 2005 г. опубликовала автобиографию «Бисквит в кармане» (фр. Le biscuit dans la poche).